# Nico Georgiadis
Pour les articles homonymes, voir Studer.
Nico Georgiadis est un joueur d'échecs suisse né le 22 janvier 1996 à Bülach.
Au 1er avril 2020, il est le cinquième joueur suisse avec un classement Elo de 2 551 points.

## Biographie
Grand maître international depuis 2017, Georgiadis a représenté la Suisse lors des olympiades de 2014 à 2018, marquant 5,5 points sur 10 en 2014 au quatrième échiquier, et 6 points sur 10 en 2016 et 2018 (à chaque fois au troisième échiquier),.
En 2019, il marqua 5 points sur 8 au troisième échiquier lors du championnat d'Europe par équipes de 2019.
Il finit deuxième du championnat de Suisse d'échecs en 2018 et 2019.

## Parcours en club
En club, il joue pour la Société d'échecs de Winthertour en 2017 et 2018. Il est champion de Suisse des clubs en 2017.